# Dwór w Białobrzeziu
Dwór w Białobrzeziu (niem. Schloss Rothschloss) – dwór z XV w. we wsi Białobrzezie w powiecie strzelińskim, wpisany do rejestru zabytków nieruchomych województwa dolnośląskiego. Leży na prawym brzegu rzeki Ślęzy.

## Opis
zabytkowy dwór zbudowany  pod koniec XV w. być  może z inicjatywy piastowskiego księcia Jerzego II brzeskiego (1523-1586). Przebudowany w latach 1553-1560. Po śmierci Jerzego Wilhelma legnickiego, ostatniego księcia ze śląskiej linii Piastów w 1675 r., dwór przeszedł we władanie Habsburgów, potem Hohenzollernów.
W ryzalicie, nad dużym oknem zwieńczonym łukiem, umieszczonym na pierwszym piętrze, znajduje się kartusz  z piaskowca zawierający herb Piastów, poniżej inskrypcja w j.  łac. VERBVM. DOMINI. MANET. IN. AETERNUM. 1553 (Słowo Pana trwa wiecznie). Po dworze pozostały mury i częściowo stropy. Brak dachu powoduje rozpadanie się zabytku. Na ogrodzony obiekt obowiązuje zakaz wstępu, ponieważ aktualnie grozi zawaleniem. Dwór otacza zaniedbany park o powierzchni około 3,7 ha, w którym rosną trzy platany klonolistne, będące największymi drzewami w parku i mające obwody po około 5 m. Na drugim miejscu pod względem obwodu są dwa klony zwyczajne o obwodzie około 4 m. Poza tym można znaleźć również kasztanowce, topole czarne, lipy, buki, głogi i robinie. Na część drzew oraz na mury dworu wchodzi bluszcz pospolity.

## Przypisy

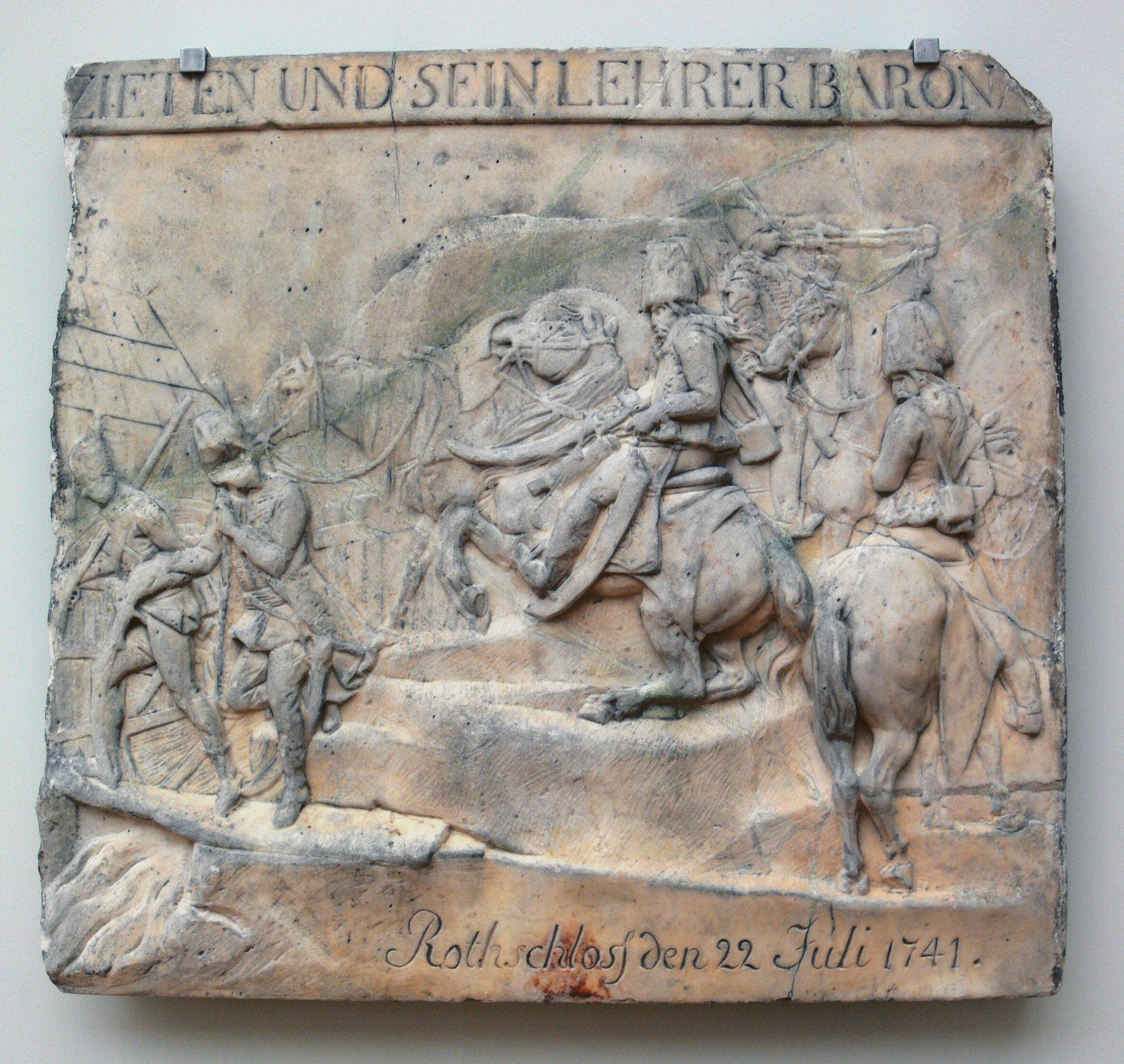
Scena z I wojny śląskiej: Hans Zieten i von Baronay pod wsią Białobrzezie. Relief z pomnika Zietena; Berlin

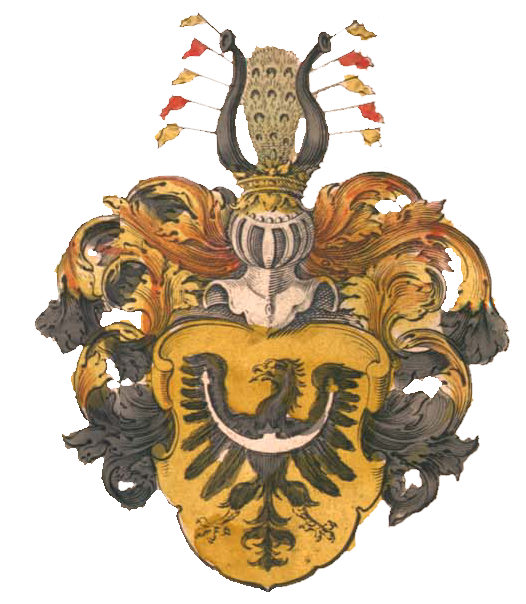
Herb księstwa śląskiego na dworze